# Cratogeomys
A Cratogeomys az emlősök (Mammalia) osztályának rágcsálók (Rodentia) rendjébe, ezen belül a tasakospatkány-félék (Geomyidae) családjába tartozó nem.

## Tudnivalók
A Cratogeomys nemet korábban a Pappogeomys nem alnemének tekintették.

## Rendszerezés
A nembe az alábbi 7 faj tartozik:
- sárgapofájú-mexikóitasakospatkány (Cratogeomys castanops) Baird, 1852
- Cratogeomys fulvescens Merriam, 1895[1]
- Queretaro-mexikóitasakospatkány (Cratogeomys fumosus) (Merriam, 1892)
- Cratogeomys goldmani Merriam, 1895
- Merriam-mexikóitasakospatkány (Cratogeomys merriami) Thomas, 1893 - típusfaj
- Cratogeomys perotensis Merriam, 1895[2]
- Cratogeomys planiceps Merriam, 1895

### Fordítás
- Ez a szócikk részben vagy egészben  a   Cratogeomys című angol Wikipédia-szócikk ezen változatának fordításán alapul.  Az eredeti cikk szerkesztőit annak laptörténete sorolja fel. Ez a jelzés csupán a megfogalmazás eredetét és a szerzői jogokat jelzi, nem szolgál a cikkben szereplő információk forrásmegjelöléseként.